# Live (álbum de Gipsy Kings)
Live é o primeiro álbum gravado ao vivo pela banda Gipsy Kings, lançado em 1992.
O disco atingiu o nº 4 do Latin Pop, o nº 4 do Top World Music Albums e o nº 7 do Top Latin Albums.

## Faixas
1. "Intro" - 1:40
2. "Allegria" (Gipsy Kings, Reyes) - 3:00
3. "La Dona" (Gipsy Kings) - 4:38
4. "El Mauro" (Amigo, El Pele, El Queco, Gipsy Kings) - 5:05
5. "Bem, Bem, Maria" (Gipsy Kings) - 5:00
6. "Trista Pena" (Gipsy Kings) - 5:38
7. "Odeon" (Gipsy Kings) - 3:25
8. "Sin Ella" (Gipsy Kings) - 4:36
9. "Quiero Saber" (Baliardo, Bouchikhi, Reyes) - 4:40
10. "La Quiero" (Patrac, Reyes) - 4:20
11. "Habla Me" (Gipsy Kings) - 5:42
12. "Galaxia" (Gipsy Kings, Reyes) - 2:35
13. "Fandango" (Gipsy Kings) - 7:00
14. "Tu Quieres Volver" (Gipsy Kings) - 4:22
15. "Oh Maï" (Gipsy Kings) - 4:05
16. "Djobi Djoba" (Gipsy Kings) - 3:38
17. "Bamboleo" (Baliardo, Bouchikhi, Diaz, Reyes) - 5:10

## Créditos
- Diego Baliardo - Guitarra
- Paco Baliardo - Guitarra
- Tonino Baliardo - Guitarra
- Charles Benarroch - Percussão
- Dominique Droin - Teclados
- Gerard Prevost - Baixo, arranjos
- Andre Reyes - Guitarra, vocal de apoio
- Canut Reyes - Guitarra, vocal, vocal de apoio
- Nicolás Reyes - Guitarra, vocais
- Negrito Trasante-Crocco - Bateria